# Анзоровы
Анзо́ровы — адыгский княжеский род, кабардинские уздени (тлекотлеш).

## Происхождение
Согласно преданиям, род Анзоровых восходит к первопредку по имени Генардуко. От его сыновей, Коголко и Анзора, соответственно образовались роды Коголкиных и Анзоровых, которые являлись тлекотлешами князей Джилястановых и Талустановых. Им принадлежали значительные территории в районе рек Сунжа, Терек, Урух, Лескен.

## История рода
В середине XVIII в. часть Анзоровых, проживавших в долине р. Сунжа, перешла на жительство в верховья реки Урух. Здесь поселения Анзоровых находились до эпидемии чумы (1804–1806).
Когда в апреле 1846 г. Шамилем был организован поход на Кабарду, большая часть представителей фамилии присоединились к его движению. После перехода к Шамилю Анзоровы продолжали активные военные действия против царской администрации в Кабарде.
В 1922 году Анзоровы были подвергнуты репрессиям и выселены с Северного Кавказа.

## Генетическая генеалогия
IN64073 — Anzorov — R1a1a1b2a2a1d6a~ (Y934>Y7094>Y5992>KMS45>KMS43)
IN78277 — Anzorov — R1a1a1b2a2a3~ (Z93>Z94>Z2124>Z2125>S23592)

## Известные представители
- Магомет-Мирза Анзоров (1809–1851) — поручик[2], член депутации кабардинцев в Санкт-Петербург (1844), наиб имама Шамиля, мудир в Малой Чечне.
- Хату Анзоров (1802–1856) — генерал-майор (1855), командир лейб-гвардии Кавказско-Горского полуэскадрона.